# Grønlandske kvindearbejder
Grønlandske kvindearbejder er en dansk dokumentarfilm fra 1979, der er instrueret af Franz Ernst.

## Handling
Et fængslende møde med en speciel teknik og dens sammenhæng med den omgivende naturs muligheder, og ikke mindst med nogle af dens udøvere. Om Grønlands traditionelle og med rette berømte skindarbejder.